# Émilie Georges
Émilie Georges (* 20. Jahrhundert) ist eine französische Filmproduzentin.

## Karriere
Im Jahr 2003 gründete sie mit Alexandre Mallet-Guy die Filmgesellschaft Memento Films.
Ihre erste Mitwirkung als Filmproduzentin war bei dem französischen Film Kilomètre zéro im Jahr 2005. Es folgten weitere Mitwirkungen als Executive Producer sowie Produzentin bei Cold in July, Berlin Syndrom und Small Crimes. Für ihre Tätigkeit als Produzent bei dem Film Call Me by Your Name erhielt Georges bei der Oscarverleihung 2018 eine Nominierung in der Kategorie „Bester Film“. Des Weiteren wurde der Film für einen BAFTA-Award und PGA-Award nominiert.

## Filmografie (Auswahl)
- 2005: Kilomètre zéro
- 2014: Cold in July
- 2014: Still Alice – Mein Leben ohne Gestern (Still Alice)
- 2015: Louder Than Bombs
- 2015: Berlin Syndrom
- 2017: Small Crimes
- 2017: Call Me by Your Name
- 2024: Lilies Not for Me
- 2025: Atropia